# 長崎市立長浦小学校
長崎市立長浦小学校（ながさきしりつ ながうらちゅうがっこう、Nagasaki City Nagaura Elementary School）は、長崎県長崎市長浦町にある公立小学校。略称「長浦小」（ながうらしょう）。

## 概要
歴史
1873年（明治6年）に開校した「第五大学区第二中学区長浦小学校」を前身とし、1873年10月創立。2013年（平成25年）に創立140年を迎えた。
校歌
歌詞は3番まであり、各番に校名の「長浦小学校」が登場する。
校区
琴海戸根原町、琴海戸根町（2083～2209番地）、長浦町、琴海大平町（1~523番地）、琴海尾戸町
長崎市立琴海中学校校区。

## 沿革
前史
- 1871年（明治4年）- 長浦村（旧・長崎市役所琴海行政センター敷地周辺）で「長浦郷学」が始められる。

正史
- 1873年（明治6年）
  - 3月 - 学制の施行により、「長浦小学校」が開校。
  - 10月7日[2] - 文部省により「第五大学区第二中学区長浦小学校」として正式に認可される。
    - 後に「第五大学区第一中学区長浦小学校」に改称。
- 1886年（明治19年）9月 - 小学校令の施行により、「長浦学区尋常長浦小学校」（修業年限:4ヶ年）に改称。
- 1889年（明治22年）4月1日 - 市町村制の施行により、長浦村立の小学校となる。
- 1893年（明治26年）1月 - 2階建ての木造瓦葺屋根の校舎が完成。
- 1894年（明治27年）7月[3] - 高等科を併置し、「長浦尋常高等小学校」に改称（尋常科4ヶ年・高等科4ヶ年）。
- 1907年（明治40年）4月 - 小学校令一部改正により、義務教育期間が尋常科4年から尋常科6年に延長される。よって修業年限が尋常科6年・高等科2年に改正される。
  - 義務教育期間の延長に伴い、児童数が増加し、施設不足が生じる。
- 1910年（明治43年）9月30日 - 長浦尋常高等小学校校舎と形上尋常小学校校舎の中間に位置する藤ノ浦（とうのうら、地元では「とんな」）に校舎が完成。
  - 完成した新校舎を新「長浦尋常高等小学校」とし、尋常科5年から高等科2年までの児童を収容する。
  - 旧・長浦尋常高等小学校の校地を「第一分教場」とし、長浦地区の尋常科1年～4年の児童を収容。
  - 旧・形上尋常小学校の校地を「第二分教場」とし、形上地区の尋常科1年～4年の児童を収容。
- 1922年（大正11年）4月1日 - 第一分教場と第二分教場を廃止し、本校に統合。尾戸尋常小学校を尾戸分教場とする。
- 1923年（大正12年）2月7日 - 西側校舎が完成する。
- 1941年（昭和16年）4月1日 - 国民学校令の施行により、「長浦村国民学校」に改称。初等科6ヶ年と高等科2ヶ年を設置。
- 1947年（昭和22年）4月1日 - 学制改革（六・三制の実施）が行われる。
  - 旧・長浦村国民学校の初等科が改組され、「長浦村立長浦小学校」が発足。尾戸分教場が分離し、長浦村立尾戸小学校として独立。
  - 旧・長浦村国民学校の高等科と長浦高等実業青年学校の普通科が改組され、長浦村立長浦中学校（新制中学校）が発足。
    - 当初、長浦中学校は小学校（旧・長浦村国民学校）から北に約1km離れたところにあった旧・長浦高等実業青年学校の校舎を使用。
- 1953年（昭和28年）
  - 4月1日
    - 現在地に校舎が完成し、移転を完了。
    - 長浦村立長浦中学校より校舎・校地を譲り受け、長浦村立形上小学校が分離・独立[4]。
- 1958年（昭和33年）6月 - ミルク給食を開始。
- 1959年（昭和34年）1月15日 - 長浦村が村松村と合併し、琴海村が発足したことにより、「琴海村立長浦小学校」に改称。
- 1969年（昭和44年）1月1日 - 琴海村の町制施行により、「琴海町立長浦小学校」と改称。
- 2006年（平成18年）1月4日 - 琴海町が長崎市に編入されたことにより、「長崎市立長浦小学校」（現校名）に改称。
- 2018年（平成30年）4月1日 - 長崎市立尾戸小学校を統合。

## 課外クラブ
- 男子ソフトボール部
- 女子バスケットボール部

## アクセス
最寄りのバス停
- 長崎自動車（長崎バス）「長浦」

最寄りの道路
- 国道206号

## 周辺
- 旧・長崎市役所琴海行政センター[5]
- 長崎市消防局北消防署琴海出張所
- 長崎市社会福祉協議会琴海支所
- 長崎市琴海文化センター
- 琴海中部運動公園
- 長浦公民館
- ローソン長浦店

## 関連事項
- 長崎県小学校一覧